# Kloosters in Groningen

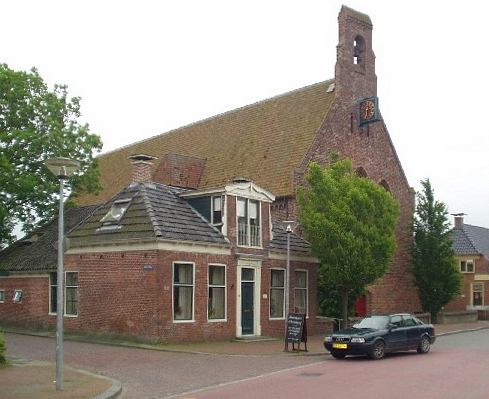
Hospitium van het voormalig klooster van Aduard.

Het gebied van de huidige provincie Groningen, ofwel het toenmalige "Friesland ten oosten van de Lauwers", kende tot de reformatie 34 kloosters.

## Kaart

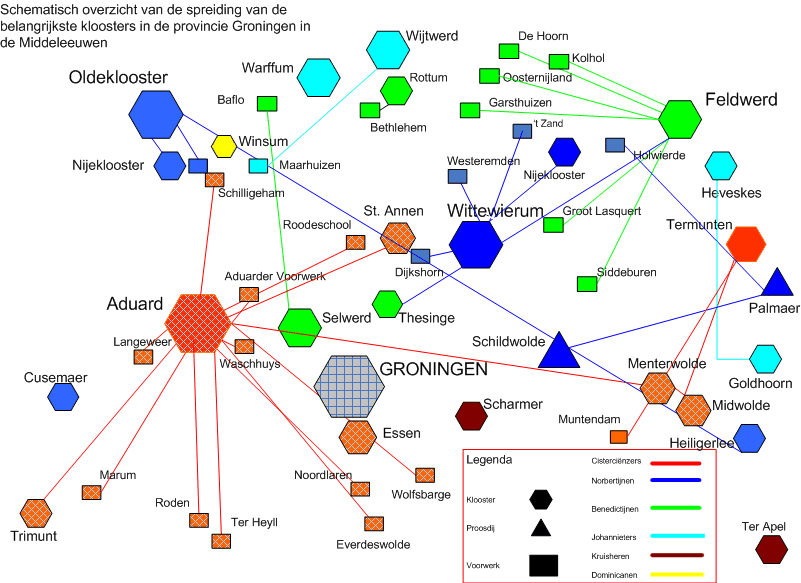
Schematische weergave van de spreiding van kloosters in de Middeleeuwen in de provincie Groningen

Deze kloosterkaart van Groningen geeft op schematische wijze de spreiding van de belangrijkste kloosters en hun voorwerken in de periode 1200-1600. Er zijn in die periode meer kloosters geweest, maar dit overzicht is beperkt tot de kloosters die een grote activiteit aan de dag hebben gelegd bij het in cultuur brengen van de grond in dit deel van Nederland. Met name de orde van de Cisterciënzers en de orde van de Norbertijnen waren in die periode actief. Ze bezaten meer grond dan welk ander klooster en waren bovendien betrokken bij allerlei inspanningen op het gebied van de waterbeheersing. De abten van de kloosters van Aduard en Wittewierum waren eerstverantwoordelijk voor respectievelijk het Aduarderzijlvest en het Generale Zijlvest der Drie Delfzijlen.
De gegevens voor deze kaart zijn voornamelijk ontleend aan het werk van Schoengen (1941-42), terwijl gegevens over het grondbezit ontleend zijn aan Feith (1902). Deze gegevens zijn verder aangevuld met data uit de Nieuwe Groninger Encyclopedie (1999). Het meest complete overzicht van het kloosterbezit is gepubliceerd door Siemens (1962). Vergelijking met de Atlassen van Stadslanden en Provincielanden uit de 18e eeuw laten echter zien dat Siemens niet altijd zorgvuldig te werk ging en dat diens gegevens soms niet volledig zijn. Het overzicht van Bruins (2006) moet met voorzichtigheid gehanteerd worden.

## Benedictijnen

### Feldwerd
Dit dubbelklooster (ook wel Oldeklooster bij Den Dam genoemd) werd vermoedelijk rond 1183 gesticht vanuit Utrecht door de heilige Hatebrand van Feldwerd (ov. 1198). Het klooster was gewijd aan Maria, Petrus en Paulus. De kloostergebouwen lagen op de wierde van Feldwerd (Oldenklooster), ten noordwesten van Holwierde. De uithoven van het convent bevonden zich te Garsthuizen (Garsthuizervoorwerk), Groot Lasquert (bij het Schildmeer), Oosternieland (Hornerij, nu boerderij Den Hoorn), Kolhol bij Zijldijk, Hoogwatum, Godlinze (boerderij Lippenhuizen in het zuidoosten van het dorp) en Siddeburen. Ook was er een voorwerk vlak bij het klooster. Het totale bezit aan cultuurgrond bedroeg ongeveer 1260 ha. Als patroonheiligen dienden de Heilige Maagd en Petrus en Paulus.
Bij het klooster bevond zich in 1598 onder andere een korenmolen, wellicht te Katmis, waar in 1473 een molen wordt vermeld. Verder een grote Friese schuur van elf vakken lang, een koestal van 48 vakken (goed voor bijna tweehonderd stuks vee), een molenhuis, een dobbe met een gemetseld waterreservoir en een brouwhuis met stallen voor mestvee en varkens.
Het klooster had - volgens parochielijsten van omstreeks 1475 en 1559 - de status van een zelfstandige parochie, wellicht samenhangend met het naburige dorp Katmis. In 1334 was sprake van vier priesters, die kennelijk nabijgelegen kerken en kapellen bedienden. Het klooster bezat de Nicolaaskapel te Watum en kort voor 1505 verkreeg het de parochiekerk van Bierum. Vermoedelijk had het klooster tevens collatierechten te 't Zandt en Holwierde, waar in de zestiende eeuw (oud-)kloosterlingen als pastoor fungeerden. De abt van het klooster speelde een belangrijke rol bij de waterstaat in het gebied ten noorden van het Damsterdiep; de dijkrechters vergaderden jaarlijks in het klooster.
Het klooster had een refugium aan de Carolieweg te Groningen, genoemd in 1476. Daarnaast bezat het klooster een tweede refugium op de hoek van de Jacobijnerstraat en de Walburgstraat, dat in 1609 werd verkocht. De kloostergebouwen werden tussen 1588 en 1594 tijdelijk verlaten en werden daarna weer in gebruik genomen. Gereformeerde predikanten uit Holwierde, later Bierum verzorgden de kerkdiensten. De kloostergemeenschap werd pas omstreeks 1617 ontbonden.

### Ten Boer
Het nonnenklooster van Ten Boer wordt voor het eerst genoemd in 1301; vermoedelijk hebben de kloosterlingen een oudere parochiekerk in gebruik mogen nemen. Wegens armoede werd het klooster tussen 1465 en 1485 geïncorporeerd bij Thesinge. Tussen deze twee kloosters bestond ook al lang daarvoor een speciale band; al in 1399 en 1408 waren beide geünieerd, maar kort daarna was Ten Boer weer zelfstandig. De kloosterkerk bleef als parochiekerk fungeren; de overige gebouwen werden afgebroken. De abt was overste schepper van het Scharmer Zijlvest en gaf samen met zijn collega van Wittewierum tevens leiding aan de organisatie van de Acht Zijlvesten.

### Thesinge
Het dubbelklooster Germania, gewijd aan de Zeven Broeders, lag op de plek van het huidige dorp Thesinge en is vermoedelijk omstreeks 1185 gesticht. De naam zou een verbastering zijn van Germerawald (Garmerwolde), de naam van een klooster dat is gesticht door de heilige Hatebrand van Feldwerd (ov. 1198). De oudste vermelding van Thiasingacloster in 1283 komt uit de Kroniek van Bloemhof. Het klooster bezat ongeveer 1400 ha cultuurgrond met het Roggenvoorwerk te Garmerwolde en mogelijk ook voorwerken te Den Haver bij Onderdendam en Barghuis (Borchues) te Kantens; verder veenderijen in de omgeving van Kolham. In 1284 droegen de inwoners van Bedum de parochierechten aan het klooster over. Het collatierecht van Bedum was in de 16e eeuw omstreden. De Hoofdmannenkamer besliste in 1568 dat het klooster hierop geen aanspraak kon maken. Wel werd de parochiekerk van Ten Boer tussen 1465 en 1485 geïncorporeerd, samen met de rest van het benedictinessenklooster aldaar. Thesinge komt omstreeks 1475 niet voor op een lijst van parochiekerken, zodat we mogen aannemen dat de omwonenden ter kerke gingen in Steerwolde. Deze kerk raakte echter in verval, zodat de abt in 1470 toestemming gaf aan het Olde Convent om op de uithof van het convent in Stuurwolde een nieuwe kapel te bouwen, een begraafplaats aan te leggen en de sacramenten te bedienen. Het klooster nam zelf vermoedelijk de zielzorg voor de overige inwoners van Thesinger Buyre op zich. Het klooster had een refugium in de Herestraat, dat in 1600 werd verkocht. De kloostergebouwen werden tussen 1584 en 1594 tijdelijk verlaten, maar daarna weer in gebruik genomen. De laatste nonnetjes stierven kort na 1627. Gereformeerde predikanten verzorgden de kerkdiensten, maar in het geheim werd ook de mis opgediend.

### Rottum
Het klooster Juliana (gewijd aan Juliana van Nicomedië) was een monnikenklooster, dat voor het eerst wordt genoemd in 1226. Het klooster Rottum bezat ongeveer 1180 hectare aan cultuurgrond en daarnaast twee derde van het eiland Rottumeroog (het derde deel was in handen van het Oldeklooster bij Kloosterburen). De veenderijen van het klooster lagen in Scharmer, Kolham en Kropswolde. Het klooster had voorwerken te Uithuizen (Papekop), Rottum (Bethlehem), Doodstil (Langenhuis), en mogelijk ook Helwerd (Nienhuis) en Berg- of Barghuis (Borchues) te Kantens. Het voormalige voorwerk Bethlehem herbergde in de vijftiende en zestiende eeuw een begijnenconvent. Het klooster bezat het collatierecht van de parochie Eelswerd, waarvan de kerk op het kloosterterrein stond. De parochiekerk werd geïncorporeerd bij het klooster en kreeg vervolgens in 1568 de status van een kapel. Het stenen doopvont verhuisde naar de kloosterkerk. Parochierechten te Kropswolde gingen verloren, nadat ze in 1338 - volgens het klooster onrechtmatig - waren overgedragen aan de persona van Groningen. In 1458 (feitelijk 1474) verkreeg het klooster de proosdij Usquert met de boerderij Kruisstee. De abt trad verder op als scheidsrechter bij rechtszaken in het Hunsingoer Oosterambt. De kloostergebouwen werden na een brand in 1586 en plundering in het jaar daarop verlaten. De monniken namen hun intrek in het refugium aan de Oude Ebbingestraat in Groningen, dat in 1607 werd verkocht.

### Selwerd
De benedictijnerabdij Siloe was een dubbelklooster, gewijd aan Catharina van Alexandrië, en het lag iets ten noorden van de stad Groningen op de wierde Selwerd. Het klooster is vermoedelijk tussen 1207 en 1217 gesticht op een uithof met een kapel van het Mariaklooster te Ruinen. De eerste vermelding dateert van 1254. In 1469 trad het toe tot de Congregatie van Bursfeld. Het klooster bezat ongeveer 1500 ha aan cultuurgrond plus delen van het Zuidlaarderveen, waar een voorwerk werd gesticht. Als voorwerk diende verder het bisschoppelijke hof te Rasquert bij Baflo, dat het klooster in 1458 in leen kreeg. Ook was er een voorwerk Nienhuis in de Koningslaagte bij Zuidwolde. Daarnaast verkreeg het klooster omstreeks 1215 de parochierechten te Dorkwerd. Selwerd had ook een rol in de waterstaatsorganisatie in het gebied rondom het Reitdiep. Het maakte deel uit van het Aduarder Zijlvest en stelde in 1464 met de kloosters van Rottum en Thesinge de zijlbrier van het Winsumer- en Schaphalsterzijlvest vast. Het bezat vermoedelijk een korenmolen te Ranum. Het klooster bezat sinds het midden van de 15e eeuw een stadswoning in de Oude Ebbingestraat. In 1582 werden de kloostergebouwen verlaten, de nonnen vonden in 1585 onderdak in het Vrouw Sijwenconvent, de abt ging in de Sint Jansstraat wonen. Daarnaast werd een huis in de Boteringestraat aangekocht.

## Cisterciënzers of bernardijnen
Ook Grijze monniken of Schieremonniken genoemd. In tegenstelling tot de andere kloosterorden hielden de cisterciënzers zich niet bezig met de zielzorg. In de parochies waar zij het collatierecht hadden, werden seculiere priesters benoemd.

### Aduard
Het monnikenklooster van Aduard werd volgens de overlevering gesticht in 1192. De cisterciënzers waren wars van weelde en legden de nadruk op soberheid en handenarbeid. De monniken moesten zelf aan de slag op het land en men zocht daarom als vestigingsplaats voor een klooster nog niet ontgonnen gebieden. Vanuit het klooster Klaarkamp bij Rinsumageest werd de wierde van Aduard uitgekozen als vestigingsplaats voor een dochterklooster dat in de loop van de tijd zou uitgroeien tot het rijkste in de Nederlanden. Het bezit werd onder andere verkregen door schenkingen. Wanneer men intrad moest men goederen of geld inbrengen en zeker in de beginjaren van het klooster werd zodoende land ingebracht.
Het klooster bezat aan het einde van de zestiende eeuw ongeveer 5500 hectare aan grond in de provincie Groningen. Op een enkele uitzondering na bestond het bezit uit productieve in cultuur gebrachte landerijen. Bij dit bezit moeten nog de uitgestrekte venen en bossen in het noorden van de provincie Drenthe worden gerekend. Na 1570 moet hierbij nog het grondbezit van Termunten en dat van Trimunt worden geteld. Het klooster bezat ook geruime tijd de nu verdwenen eilanden Corresant, Heffesant en Bosch die in de buurt van Rottum waren gelegen. Deze waren van belang voor de opbrengst van de strandvonderij en voor de visserij.
Het klooster Aduard heeft een grote rol gespeeld in de waterstaatsorganisatie rondom het Reitdiep. De abt van Aduard was uit hoofde van zijn functie Overste Schepper van het Aduarder Zijlvest, niet zo verwonderlijk omdat het gebied in de omgeving van het klooster te kampen had met wateroverlast door toevoer van water van de Drentse zandgronden. Om de afwatering te verbeteren, groeven de monniken het Aduarderdiep. Dat het een kunstmatige afvoer is, is nog steeds op de topografische kaart te zien. De eeuwenoude onregelmatige verkaveling van het gebied wordt rechtlijnig doorsneden. De abt trad verder op als scheidsrechter bij rechtszaken in het gedeelte van Hunsingo ten zuiden van het Winsumerdiep.
Voor het beheer van de landerijen bezat het klooster zogenaamde voorwerken (uithoven of grangia), een vrij groot landbouwcomplex bewerkt en geëxploiteerd door conversen. Hoewel de voorwerken primair tot doel hadden voor de abdijgemeenschap te produceren, ontstonden er ook overschotten die in de stad Groningen werden verhandeld.
De volgende voorwerken staan op de kaart vermeld:
- Aduarder- of Oude Voorwerk. Dit voorwerk lag met het Fransumer voorwerk ten noordoosten van Aduard.
- Fransumer of Nieuwe Voorwerk. Met een kapel.
- Roodeschool. Gelegen ten noordoosten van Bedum. Op het grote landgoed bevond zich een kloosterschool, waarvan de resten nog in de 19e eeuw te zien waren.
- Washuis (niet zeker). Dit was gelegen even ten zuiden van Nieuwklap bij Zuidhorn en het diende vermoedelijk voor de controle van de daar gelegen sluis in het Aduarderdiep.
- Langeweer bij Den Horn. Hier lagen enkele tichelwerken. Tussen 1329 en 1350 werd hier een kapel gesticht
- Lagemeeden, Met een tichelwerk. Hier werd tussen 1329 en 1350 een kapel gesticht, waar de arm van Sint Margaretha werd vereerd; later werd dit een parochiekerk.
- Wolfsbarge, met een kapel, die doop- en begrafenisrechten kreeg.
- Everswolde. Vanuit deze Everswolde en Wolfsbarge organiseerde het klooster Aduard de veenontginning in de omgeving van het Zuidlaardermeer.
- Terheil of Ter Helle bij Roden alias Grangia Paradisius, met tichelwerk en kapel, tussen 1549 en 1561 voorzien van het lusthuis. Terheil ligt ten zuiden van Leek. Bij Terheil en Roden liggen de bossen van de abdij.
- Schilligeham of Hammis. Dit voorwerk lag ten westen van Winsum bij de dam door de Hunze.
- Lutkehuizen of Uuterhues bij Groot Maarslag
- Marum (twijfelachtig). Voorwerk in het zuidwesten van de provincie Groningen.

Daarnaast bezat het klooster korenmolens te Warfhuizen en Obergum.
Het patronaatsrecht te Stedum en vermoedelijk ook Steerwolde werd in 1355 overgedragen aan het dochterklooster te Sint-Annen. Het klooster bezat als belangrijkste grootgrondbezitter in de regio verder patronaatsrechten te Hooge- en Lagemeeden, Leegkerk, Den Ham, Fransum, Oostum, Garnwerd en Bellingeweer, tot 1520 tevens te Zuidhorn en de Gaykingakapel te Wierum. Die laatste rechten werden het klooster echter ontnomen, nadat enkele lekenbroeders twee familieleden van de schenker - abt Frederik Gaykinga (ov. 1350) - hadden gedood.
Het klooster bezat een stadshuis of refugium in de Munnekeholm te Groningen. Volgens de kloosterkroniek werd tussen 1329 en 1350 een kapel in Holmis gesticht. De laatste abt Willem Emmen kocht in 1599 het zogenoemde 'Blauwe Huis' en richtte dit in tot een gasthuis: het Aduardergasthuis.
Dochterkloosters van Aduard waren Menterwolde, Essen, Sint-Annen en Trimunt.
Onder gezag van Aduard vielen nog twee dochterkloosters die niet in Groningen waren gelegen. Bij Aurich in Oost-Friesland lag het mannenklooster Ihlow of Ter Yle. Het tweede dochterklooster 'Conventus sanctae Mariae in Campis' (Mariakamp) bevond zich in Assen. Dit klooster lag aanvankelijk in de buurt van Coevorden. Het werd in 1259 verplaatst naar Assen en onder de rechtsmacht van Aduard geplaatst.

### Menterwolde
In Nieuwolda stond de cisterciënzerabdij Menterwolde of Campus Silvae (Boskamp), genoemd in 1220. Het was aanvankelijk een benedictijner dubbelklooster. In 1247 diende de abt een verzoek in tot opname in de cisterciënzerorde. Dit werd toegestaan op voorwaarde van splitsing. De nonnen gingen in 1259 naar Midwolda. In 1299 werden de monniken verplaatst naar Termunten in verband met overstromingen in het gebied. Zie verder Menterwolde.

### Grijzemonniken
Het Grijzemonnikenklooster of Menterne bij Baamsum onder Termunten was een monnikenklooster, gewijd aan Benedictus. Het werd in 1299 gesticht als een voortzetting van het klooster Menterwolde. Het bezat onder andere voorwerken te Muntendam, Midwolda (Nijenhuis) en Rysum (Krummhörn, Rode Voorwerk), verder veenderijen in de Dollard (Munnikeveen) en in de omgeving van Muntendam. Het klooster bezat parochierechten in Wagenborgen en in Zwaag, waarvan de dorpskerk in 1419 werd geïncorporeerd. Op het kloosterterrein bevonden zich onder andere een korenmolen, een smederij en een achtkantig waterreservoir, terwijl zich buiten de wallen vermoedelijk een tichelwerk bevond. De abt had vermoedelijk tevens de leiding van het Termunterzijlvest. De gebouwen werden in 1569 verwoest, waarna de abt en de monniken uitweken naar Aduard. In 1577 is het klooster samengegaan met dat van Aduard; de goederen bleven behoren tot een afzonderlijk fonds. In Groningen bezat het klooster een refugium aan het Martinikerkhof, daarnaast een refugium te Appingedam.

### Grijzevrouwen
Het nonnenklooster Grijzevrouwen te Midwolda ontstond in 1259, toen de nonnen het klooster Menterwolde verlieten. Het had voorwerken te Midwolda (Gryse vrouwen Vorwarck) en Lalleweer. In 1530 werd de dorpskerk van Oostwold geïncorporeerd en afgebroken. De parochianen moesten tijdelijk uitwijken naar de dorpskerk van Midwolda. De nonnen weken omstreeks 1574 uit naar het refugium van het Grijzemonnikenklooster. Het kloosterterrein werd in 1944 opgegraven.

### Sint-Annen
Het nonnenklooster Klein Aduard (Parve Adwerth) te Sint-Annen werd gesticht in 1340 op het landgoed Inradus en werd in 1342 in de cisterciënzerorde opgenomen onder gezag van het klooster Aduard. Het was gewijd aan Maria. Het bezat mogelijk de boerderij Emmerwolder Voorwerk te Sint Annen (Boersterweg 26), verder veenderijen in de omgeving van Slochteren en Meeden. Het klooster verkreeg in 1356 het patronaatsrecht van Stedum, waarvan men later afstand deed. Het patronaatsrecht van Lutkewolde werd in 1477 overgedragen aan de kerk van Bedum. Tevens had het klooster vermoedelijk het patronaatsrecht van het dochterdorp Steerwolde, dat in de 15e eeuw werd overgedragen aan het Olde Convent te Groningen. Het werd geleid door een abdis.

### Trimunt
Het klooster In tribus montibus te Trimunt ten westen van Marum werd gesticht in 1208. Het was oorspronkelijk een benedictinessenklooster. Omdat het in problemen raakte, werd het in het begin van de veertiende eeuw opgenomen in de cisterciënzerorde onder gezag van het klooster Aduard. Het bezat landerijen in Kollumerland, Lettelbert en Kuzemer (Cusemaer), totaal ongeveer 200 ha. Een poging tot incorporatie bij Assen stuitte in 1559 op verzet van de nonnen. Het klooster had een refugium aan het Munnekeholm in Groningen en werd in 1604 ontbonden.

### Yesse
In Essen iets ten zuiden van de stad Groningen lag een nonnenklooster Klooster Yesse (vermoedelijk gesticht in 1216) dat zich al snel na de stichting onder de hoede van het cisterciënzerklooster van Aduard stelde. Het bezat landerijen in de omgeving van Onderdendam, in Gorecht, in Kostverloren (bij Groningen), Wolfsbarge en Kropswolde. Het speelde een belangrijke rol in de waterstaatsorganisatie van het benedenstroomgebied van de Hunze en de Drentse Aa. Het klooster bezat voorwerken te Menkeweer (Rodewolt of Roowolt) en te Kropswolde. Op dat laatste voorwerk stond een Mariakapel, onder meer vermeld in een aflaatbrief van 1409. Verder land te Borger, waarbij in 1485 een korenmolen werd gebouwd. Het landbezit bedroeg in 1595 ruim 3000 hectare. Ook herbergde het klooster al in het begin van de dertiende eeuw een meisjesschool. In 1501 werd de parochie van Menkeweer geïncorporeerd. Het klooster werd in 1580 geplunderd door Staatse troepen; de nonnen weken in 1589 uit naar Groningen, waar een huis in de Herestraat werd aangekocht. Dit refugium bleef tot 1601 in gebruik.

## Premonstratenzers of norbertijnen
Ook Witheren genoemd. De kloosterlingen noemden zich gewoonlijk kanunniken en kanunnikessen; de benaming monniken en nonnen was de conversen of lekenbroeders en -zusters gereserveerd. De mannenkloosters of proosdijen werden niet geleid door een abt, maar door een proost; de vrouwenkloosters of priorijen door een prior. In 1290 werden de inwoners van premonstratenzer kloosters in Friesland, Groningen en Ostfriesland geteld. Het genoemde aantal kloosterlingen is aan de hoge kant; mogelijk werden van het klooster afhankelijke boerenfamilies meegerekend.

### Oldeklooster in de Marne
Dit klooster lag bij Kloosterburen en werd waarschijnlijk in 1175 gesticht als dochterklooster van Mariëngaarde in het Friese Hallum en was gewijd aan Sint Johannes de Evangelist. In 1204 volgde de aansluiting bij de orde van de premonstratenzers; de mannen verhuisden naar Nijenklooster. Beide kloosters zouden in 1290 samen 240 inwoners hebben gehad. De abdij bezat ongeveer 600 hectare cultuurgrond en delen van nabijgelegen kweldergronden. Bovendien behoorde ongeveer een derde van het eiland Rottumeroog tot het kloosterbezit. Het had voorwerken te Schouwen bij Warfhuizen, Zuurdijk (Sydewere) en vermoedelijk ook te Kloosterburen (Feddemahuis en De Baat). Volgens overleveringen was er ook een voorwerk te Grijssloot. De korenmolen van Molenrij wordt in 1543 vermeld. De veenderijen lagen in Kropswolde. Het klooster speelde een rol van betekenis in de waterstaatsorganisatie; de abt was voorzitter (eerste schepper) van het Schouwerzijlvest. Daaraan herinneren onder andere de toponiemen Abtssloot en Abelstokstertil, een brug die vermoedelijk genoemd is naar een oversteekplaats of bruggetje met de naam *Abtsstok. De abt trad verder op als scheidsrechter bij rechtszaken in het onderkwartier de Marne. De dorpskerk was geïncorporeerd bij het klooster, dat tevens enkele prebenden te Leens en Warfhuizen bezat. De gebouwen werden omstreeks 1579 grotendeels verwoest. Het klooster bezat een refugium te Groningen in de Turftorenstraat (hoek Uurwerkersgang), dat tot 1607 in gebruik bleef. De kloostergemeenschap werd omstreeks 1609 opgelost

### Nijenklooster in de Marne
Nijenklooster in de Marne was een mannenklooster onder het bestuur van de abt van Oldenklooster, gesticht in 1204. Tot het grondbezit behoorde het Munnekeaagt bij Eenrum. Volgens sommige berichten werd het klooster rond 1590 beschouwd als afzonderlijke parochie.

### Nijenklooster bij Den Dam
Vrouwenklooster Campo Rosarum of Rozenkamp (ook Nijenklooster) tussen Jukwerd en Krewerd, aanvankelijk een dubbelklooster, gesticht rond 1200 door Emo van Romerswerf, een neef van Emo van Bloemhof. In de dertiende eeuw worden als voorwerken grangia secus Emesam en Hora genoemd. Op grond van een aantekening denkt men bij het laatste aan Garbendeweer bij Holwierde, waar het klooster later landbezit had. Ook wordt wel gedacht aan Oosterdijkshorn. In 1213 trok Emo van Bloemhof met de monniken vanuit Nijenklooster naar Wittewierum om daar het klooster Bloemhof te stichten. De nonnen bleven achter in Rozenkamp. Het klooster stond sindsdien onder leiding van Wittewierum. Met dit klooster deelde men ook het refugium in Groningen.

### Wittewierum
Het monnikenklooster Floridus hortus of Bloemhof werd gesticht in 1208 en sloot zich in 1217 aan bij de orde van de premonstratensers. Het maakte oorspronkelijk deel uit van het dubbelklooster Nijenklooster te Jukwerd. In 1213 of 1214 werd dit klooster gesplitst en gingen de monniken naar Wittewierum, nadat het klooster het merendeel van de patronaatsrechten van de dorpskerk in handen had gekregen. Deze kerk fungeerde sindsdien tevensals kloosterkerk. Beide kloosters zouden in 1290 samen 1000 inwoners hebben gehad, een aantal dat vermoedelijk met een korreltje zout moet worden genomen.
Het klooster lag op de rechteroever van de voormalige Fivel, die op het moment van de stichting al aan het verzanden was. Het bezat ongeveer 1760 hectare grond verspreid in Fivelingo en de voorwerken van dit klooster lagen onder andere in Westeremden (Dydingemonken, Dudinge monnijcken of Westeremdervoorwerk), Garrelsweer (Nienhuis), Hoeksmeer (in den Ham), Holwierde (Klein Wierum, gesticht in 1216, maar in 1447 terug ontvangen van Palmar), Sint Annen (Roggenvoorwerk, Boersterweg 65) en misschien ook Wirdum. Een voorwerk te Finsterwolde dat het klooster in 1447 van Palmar overnam, hield kennelijk niet lang stand. Mogelijk betreft dit een lokatie in het gehucht Veenhuizen, waar skeletresten zijn gevonden. Vanuit het Zandtstervoorwerk te Zijldijk waren de kloosterlingen actief bij de indijking van de Fivelboezem. Uit de Kroniek van Emo en Menko blijkt dat het klooster een groot aandeel heeft gehad in de bedijking van dit gebied; de abt was tevens Overste Schepper van het Generale Zijlvest der Drie Delfzijlen. Tevens gaf hij met zijn college uit Ten Boer leiding aan de organisatie van de Acht Zijlvesten. In de 13e eeuw verkreeg het klooster parochierechten te Westeremden (1225), Scharmer (1231), Uithuizen (1275) en Krewerd (eind 13e eeuw). Deze geïncorporeerde kerken gingen later weer verloren. In de 16e eeuw had het klooster parochierechten te Kolham.

### Palmar
Het premonstratenzer dubbelklooster Porta sanctae Mariae lag ten zuiden van de Reide in een voormalig hoogveengebied. Palmar of Palmaer wordt voor het eerst genoemd in 1204. Het klooster bezat voorwerken te Klein Wierum bij Holwierde (vermoedelijk verkregen van Wittewierum), Finsterwolde en Bohnenburg bij Hamswehrum (Krummhörn). Het klooster verkreeg in 1256 het patronaat over de kerk van Reide (vermoedelijk Oosterreide) van de abt van Werden, maar het klooster heeft zijn rechten vermoedelijk niet kunnen doorzetten, zoals blijkt uit klachten van dorpsbewoners omstreeks 1275. In 1377 fungeerde de commandeur van Oosterwierum als dorpspastoor. In het klooster vonden tevens de landdagen van het Reiderland plaats, terwijl ook de bestuurders van het Reiderzijlvest er geregeld vergaderden. Door voortdurende overstromingen in het Dollardgebied werd het in 1447 opgeheven, de bezittingen doorverkocht aan de premonstratenzers van Wittewierum.

### Schildwolde
Het klooster Mariagenade of Gratia Sanctae Mariae werd gesticht in 1204 als dubbelklooster, later werd het een nonnenklooster.  In 1290 zou het klooster 180 bewoners hebben gehad. Het bezat ongeveer 530 ha. cultuurgrond en verder veenderijen in zuidoost Groningen. De voorwerken lagen onder andere aan de Graauwedijk te Overschild en mogelijk te Hoeksmeer, Eenum (Luppingahuizen) en Ter Apel (tot 1458). Het landbezit werd nog in de 15e eeuw geassocieerd met de Schiltwoldmanna munkum oftewel de monijcken to Schiltwolda, waarmee kennelijk de lekenbroeders op de voorwerken werden bedoeld. Het Witte Munckhuijs aan de Graauwedijk kwam later bekend te staan als 't Susterhuis (nu 'Klein-Transvaal'); mogelijk fungeerde het een tijdlang als begijnenconvent.  Het recht op de halve pastoorsplaats van Schildwolde ging in 1224 verloren. De proost had tevens de leiding van het Woldzijlvest.
In 1576 werden de Groningse bezittingen van het klooster Barthe bij Hesel toegevoegd aan het kloosterbezit, nadat enkele uit Groningen afkomstige nonnetjes uit Oost-Friesland in 1563 met hun hebben en houden waren overgekomen. De laatste nonnen namen kort na 1590 hun intrek in het zusterhuis van de Broeders van het Gemene Leven te Groningen.

### Heiligerlee
Het nonnenklooster Mons Sinaï werd omstreeks 1204 gesticht te Oosterlee of Asterlo, later Heiligerlee geheten, tussen de buurtschappen Kloosterholt (Winsewida) en Westerlee. Het was een dochterklooster van de premonstratenzerabdij te Schildwolde. In 1290 zou het klooster 180 inwoners hebben gehad. Het bezat ongeveer 1470 hectare cultuurgrond. Het bezat parochierechten te Westerlee en voorwerken te Westerlee (De Smacht), Zuidbroek (Grangsheerd) en Lesterhuis bij Termunten, vermoedelijk ook in Beerta (Kloostergare), verder veenderijen in de omgeving van Winschoten. Aangenomen wordt dat de naam Oosterlee verwijst naar een rivier(tje) of lee ten zuiden van het klooster, waarmee mogelijk de Rensel wordt bedoeld. Op de gronden van het klooster vond in 1568 de Slag bij Heiligerlee plaats, waarbij Graaf Adolf van Nassau de dood vond. Zijn dood wordt aangehaald in het vierde couplet van het Nederlands volkslied, het Wilhelmus.

### Kuzemer
Cusemaer, Cruysmer clooster of Cur[t]is Mariae (Mariënhof) te Grootegast werd gesticht als dochterklooster van Dokkum in 1214 en was gewijd aan Maria. Het is de oude naam voor Kuzemer dat ten zuidwesten van Oldekerk ligt. In 1290 zou het klooster 60 inwoners hebben gehad. Het bezat ongeveer 435 hectare cultuurgrond, waaronder polderland in de Ruigewaard, en het bezat veenderijen in de omgeving van Tolbert en Bakkeveen. Ook had het klooster een aantal stemmen in de collaties van Sebaldeburen, Grijpskerk en Oldekerk.

### Ter Apel
Het klooster in Apelscha der Apel wordt genoemd in 1290 met 70 inwoners. De bezittingen zouden in of vóór 1400 zijn teruggevallen op het moederklooster te Schildwolde. In 1466 is bij de stichting van het kruisherenklooster te Ter Apel sprake van een watermolen, nog stammend uit de tijd dat het clooster voorschreven hoerde toe den orden Premonstreet unde den clooster Schildwolde.

## Kruisheren of kruisbroeders

### Ter Apel
In Ter Apel stond de kruisherenpriorij Domus novae lucis, gesticht in 1465 op een landgoed dat afkomstig was van het premonstratenzerklooster te Schildwolde. De naam betekent: Huis van het nieuwe licht. Als voorwerk van Schildwolde bestond het mogelijk al in de dertiende eeuw.
In 1466 kreeg het monnikenklooster parochierechten over boeren uit de omgeving, waarvoor aan de pastoor van Sellingen een tegemoetkoming moest worden betaald. Het klooster had onder andere grondbezit in Onstwedde, Garrelsweer en bij Winneweer, twee watermolens (waaronder een oliemolen), verder een refugium in de Pelsterstraat te Groningen en huizen in de Oosterstraat en aan de Vismarkt.

### Scharmer
In Scharmer stond het klooster van de Kruisheren, gewijd aan Sint Helena en gesticht door Johan Rengers van Scharmer in 1489. Deze had de dorpskerk al in 1470 aan de kruisheren aangeboden. Het klooster werd in 1490 in de orde opgenomen. Het bezat 280 hectare cultuurgrond en speelde een rol in het Scharmerzijlvest (een onderdeel van het Generale Zijlvest der Drie Delfzijlen). De landerijen te Heidenschap werden in 1555 verkocht aan het Sint-Geertruids- of Pepergasthuis. Tevens had het een korenmolen te Scharmer. De dorpskerk van Scharmer werd met het klooster verbonden; de prior trad op als dorpspastoor. Het klooster kreeg daarnaast de rechten op de kapel van Klein-Harkstede. Het klooster had een refugium in de Burchtstraat bij de Herepoort te Groningen. De kloostergemeenschap is vóór 1615 ontbonden.

## Johannieters
Deze geestelijke ridderorde had in Groningen vijf kloosters of commanderijen. Een commanderij was de basiseenheid van deze orde. De Groninger commanderijen stonden onder gezag van de balijer van Westfalen, die commandeur van Steinfurt was. De commanderijen waren aan de balijer een jaarlijks bedrag verschuldigd. In de meeste gevallen ging het oorspronkelijk om dubbelkloosters. De dubbelkloosters werden in het kader van een hervormingsbeweging in de tweede helft van de 15e eeuw opgeheven, maar in de praktijk bleven de vrouwen als lekenzusters in een afzonderlijke afdeling van de mannenkloosters wonen, terwijl de vrouwenkloosters tevens enkele priesters herbergden.
Kern van de kloosterlanderijen vormden de oude bezittingen van de Rijksabdij van Werden, die in 1283 aan het bisdom Münster werden verkocht. Bij die gelegenheden werden met name de landgoederen te Holtgaste (Rheiderland), Oosterreide, Winsum, Garnwerd en Feerwerd met het patronaatsrecht over de bijbehorende dorpskerken genoemd. Daarvan werden Holtgaste en Winsum in 1284 overgedragen aan de commanderijen te Jemgum en Warffum. Het valt aan te nemen, dat iets dergelijks ook met de overige landgoederen is gebeurd.
Niet alle vijf commanderijen zijn op de kaart terug te vinden.

### Warffumerklooster
Het nonnenklooster van Warffumerklooster wordt voor het eerst vermeld in 1284. Het bezat ongeveer 1400 hectare cultuurgrond. Het klooster had voorwerken te Warffum (Hoysmaheerd), Winsum, Stitswerd (Zuidwendinge) en volgens sommige berichten ook te Baflo (Westermei) en Everswolde (Zuidlaarderveen). De boerderij Groot Bosch (Oldebosch) te Usquert vormde mogelijk eveneens het restant van zo'n voorwerk; in Oost-Friesland werden de voorwerken Grashaus of Buschhaus genoemd. Verder had het klooster parochierechten te Stitswerd en Winsum. Het voorwerk te Winsum was oorspronkelijk een hof van de Werden; hiertoe behoorde ook de kerk, die formeel bij het klooster was geïncorporeerd. Deze rechten werden in 1529 aan Evert de Mepsche verkocht. Het klooster behield landerijen in de Winsumermeeden. Het klooster had verder een refugium in de Boteringestraat te Groningen, dat in 1612 werd verkocht. Mogelijk maakte ook het Werfmer Convente steenhues aan de Oude Kijk in 't Jatstraat deel uit van het refugium. De kloostergemeenschap werd pas na 1623 ontbonden. Het klooster fungeerde ook als parochiekerk voor de omwonende boeren. Gereformeerde predikanten verzorgden er nog enige tijd de kerkdiensten.

### Oosterwierum
De commanderij van Oosterwierum of Heveskesklooster te Heveskes had ongeveer 1500 hectare cultuurgrond gelegen in Fivelingo en het Oldambt. Het klooster had voorwerken te Oterdum (Nijenhuis), Eelshuis bij Wagenborgen, sinds 1476 tevens de voormalige commanderij te Oosterwijtwerd, sinds eind 15e eeuw de voormalige commanderij Goldhoorn te Finsterwolde en mogelijk ook voorwerken of boerderijen te Oterdumerwarven (Woltersweer), Meedhuizen (Grashuis), Opmeeden en Hoeksmeer, waar eind 14e eeuw een boerderij van het premonstratenzerklooster te Schildwolde werd aangekocht. De monniken bekleedden de pastoorsplaatsen te Oosterreide, Oosterwijtwerd en mogelijk ook Oostwold bij Siddeburen. Tevens had het klooster refugia in Groningen (het latere Ommelanderhuis) en te Appingedam. Naast het kloosterterrein bevond zich een molenberg met een korenmolen. In 1480 werd de commanderij omgevormd van een lekenzusterconvent in een mannenklooster, met behulp van twee broeders uit Keulen. De zusters bleven echter wel deel uitmaken van de kloostergemeenschap. De commandeur had tevens de leiding van het Oterdumerzijlvest.

### Kloosterwijtwerd
De commanderij Wijtwerd ten zuiden van Usquert wordt genoemd in 1304. Het bezat bijna 600 hectare cultuurgrond en daarnaast kweldergronden. De commanderij had uithoven te Maarhuizen en Eenrum (Ernstheem), parochierechten te Maarhuizen (sinds 1211) en Lutje Saaksum (tot 1468), verder een refugium op de hoek van de Butjesstraat en de Pausgang te Groningen, dat in 1625 werd verkocht. De wierde waarop het klooster lag, was vrij groot en bood plaats aan meerdere boerderijen. Volgens een parochielijst uit 1561 vormde het klooster een zelfstandige parochie.

### Goldhoorn
De commanderij Goldhoorn te Finsterwolde wordt voor het eerst vermeld in 1319 als Fynserwald. Vermoedelijk was het een dubbelklooster. Omstreeks 1424 werd een voorwerk te Heiselhusen bij Campen (Krummhörn) gesticht, dat werd bewoond door monniken en nonnen en in 1446 zelfstandig werd. Omstreeks 1475 wordt de naam van het klooster in verband gebracht met een verdronken parochie. Dat Clooster tho Golthorn wordt nog in 1498 vermeld, maar volgens een akte uit 1494 was het inmiddels gedegradeerd tot een voorwerk van de commanderij van Oosterwierum. In 1540 wordt dit voorwerk voor het laatst genoemd. In 1574 waren de landerijen in het bezit geraakt van de adellijke familie Sickinghe te Warffum, die hier onder meer een tichelwerk bedreef.

### Oosterwijtwerd
De commanderij te Oosterwijtwerd wordt in 1472 voor het eerst genoemd, maar bleek niet erg levensvatbaar. In 1475 stelde men vast dat het tijdens de ambtsperiode van een aantal commandeurs zeer verderfflick (armlastig) was geworden. Een jaar later werd het vervolgens een voorwerk van de commanderij Oosterwierum te Heveskes. De parochiekerk van Oosterwijtwerd en het bijbehorende pelgrimshuis waren verbonden aan de commanderij. In de parochiekerk bevond zich een genadebeeld van Maria, dat door pelgrims werd bezocht. Bij het klooster hoorde in elk geval een landgoed te Wilderhof, dat geruime tijd voor 1476 werd verkocht, verder landerijen te Oosterwijtwerd, Wirdum, Eenrum, een perceel hoogveen te Slochteren en 300 deimten in het Hoeksmeer, die kennelijk waren overgenomen van Wittewierum.

## Franciscanen of minderbroeders
De beide vrouwenkloosters Olde Convent en Maria ten Hoorn, die vermoedelijk eerst tot de tweede (contemplatieve) orde van Sint Franciscus behoorden, gingen later over tot de derde orde (tertiarissen of Grauwe Begijnen).

### Minderbroedersklooster te Groningen
Het klooster van de franciscanen wordt het eerst vermeld in 1253. Het was gewijd aan Paulus. Het klooster behoorde vermoedelijk sinds het begin van de vijftiende eeuw, maar in elk geval vanaf 1480 tot de richting van de gaudenten of conventualen. Omstreeks 1496 werd het klooster 'hervormd' en ging het over tot de strenge richting van de observanten. Het franciscanenklooster te Emden (overgegaan naar de observanten in 1495) leende in juli van dat jaar een of meer boeken uit aan de medebroeders in Groningen, omdat men daaraan nog een tekort had. Aan de noordzijde van het klooster bevond zich een ommuurd kerkhof, waar de begijnhuizen van het Menoldis- en het Vrouw Sivenconvent te vinden waren.

## Dominicanen, predikheren of jakobijnen

### Dominicanenklooster te Winsum
Winsum had een dominicanenklooster dat omstreeks 1276 werd gesticht en was gewijd aan de heilige Catharina van Alexandrië. Het klooster bezat onder andere een korenmolen te Winsum.

### Dominicanenklooster te Groningen
Jacobijnerklooster, waarschijnlijk gesticht vanuit Winsum in 1308.

### Oosterreide
Het dominicanessenklooster van Oosterreide op de Punt van Reide verhuisde in 1528 naar Lucaswolde bij Marum. Mogelijk werd de kerk van dit dorp aan de susteren van Reyde overgedragen, die omstreeks 1548 voor het laatst worden genoemd. De gebouwen zijn in 1530 gesloopt; de stenen werden gebruikt om een blokhuis te Delfzijl te bouwen.

## Augustijner Heremieten

### Appingedam
Het broederklooster Appingen op De Wierde van Appingedam werd vermoedelijk gesticht in 1328. De stichtingsdag - tevens het begin van de jaarlijkse vrijmarkt of Broerkermis - werd gevierd op zondag na Kruisverheffing, zodat aan te nemen valt dat het klooster gewijd was aan het Heilige Kruis. Als zegel diende echter een afbeelding van Johannes de Doper. In het klooster hing een beroemd Mirakelkruis, dat kennelijk door pelgrims werd bezocht. Het klooster had vermoedelijk een refugium (genoemd in 1630 als het Augustijner kerckhuis aan 't marckt) en enkele voorname huizen in de stad, daarnaast omvangrijk grondbezit (ca. 1550 64 heemsteden en 9 tuinen, 1773 105 heemsteden en een hof), buitendijkse gronden met een korenmolen onder Tjamsweer en verder landerijen te Appingedam, Tjamsweer, Jukwerd, Tjuchem, Siddeburen en elders; in 1773 was daarvan nog ca. 120 ha over. In 1446 werd het landgoed Ballingeheem bij Holwierde verkregen, dat mogelijk werd ingericht als voorwerk.
De eetzaal of refter van het klooster diende als vergaderplaats voor de Ommelander bestuurders. Ook de plaatselijke schutterij vierde hier het schuttersbier na afloop van het papegaaischieten. Tot de termijn (bedelgebied) van de monniken behoorde tevens de provincie Friesland; de monniken worden meermalen in Friese testamenten vermeld. De laatste monnik broeder Dico Groningus stierf in 1562, waarna de kerk twee jaar later tot tweede parochiekerk werd ingericht. Het gebouw werd in september 1578 toegewezen aan de protestanten en ontdaan van katholieke versieringen. De overige kloostergebouwen werden na 1586 afgebroken, de bouwvallig geworden kerk onderging in 1705 hetzelfde lot.

## Broeders van het Gemene Leven
De Broeders des gemeenen levens of Arme Klerken vormden een gemeenschap van Apostolisch Leven, die gevormd werd door reguliere clerici die leefden volgens de regels van Augustinus, maar geen gelofte aflegden.

### Fraterhuis te Groningen
Het Fraterhuis of Clerkenhuys te Groningen, ook Hieronymusklooster of Sunte Mattheushuus genoemd, is gesticht tussen 1432 en 1436. De laatste bewoner droeg in 1586 de administratie over aan het stadsbestuur. Het klooster had grondbezit te Blokum en Lageland. Aan het Fraterhuis waren een Zusterhuis en een internaatschool (Arme Klerkenhuis, genoemd 1464) verbonden. Het Zusterhuis aan de Sint Jansstraat wordt genoemd in 1510, het gebouw was in 1468 door Luddeke Jarges aan het convent geschonken. In 1582 werden de resterende bezittingen geïnventariseerd, het gebouw werd na 1590 overgedragen aan de nonnen van Schildwolde. Het Arme Klerkenhuis was aanvankelijk in 1586 bestemd voor de Sint Maartensschool, maar werd in 1590 overgedragen aan de Jezuïeten.

## Broeders en Zusters van de Heilige Geest
De Orde van de Heilige Geest was een gemeenschap van Apostolisch Leven van hospitaalbroeders en -zusters, die vooral in Noord-Europa wijdverbreid was.

### Pelstergasthuis of Heiligen Geest Gasthuis
Gesticht in 1267. Het is niet bekend of dit gasthuis oorspronkelijk een kloostergemeenschap herbergde. Het had in elk geval in de 15e eeuw geen kloosterlingen meer. Als voorwerk diende de boerderij 't Hooihuis onder Hoogkerk.

## Begijnhuizen en begardenconventen

### Olde Convent te Groningen
In de stad Groningen hadden de Franciscanessen een klooster (het Olde Convent), ook wel Geestelijke Maagden of Sint-Agnesklooster genoemd, dat voor het eerst in 1386 wordt vermeld. Het klooster behoorde aanvankelijk tot de tweede (contemplatieve) orde, maar ging in 1401 over naar de derde orde van Sint Franciscus. De kloostergemeenschap stond, in tegenstelling tot de andere begijnhuizen in Groningen, onder invloed van de Moderne Devotie. Het klooster bezat 745 hectare aan landbouwgronden, met name in de omgeving van Marum en Kropswolde, waar een voorwerk lag. Bij het voorwerk te Steerwolde (bij Thesinge, Lageweg 25) werd in 1470 een kapel gebouwd, die tevens als vervanging voor de verdwenen dorpskerk diende.
Tijdens opgravingen in de binnenstad van Groningen (1990/1991) kon worden vastgesteld dat de gebouwen van het Olde Convent gelegen waren op het terrein van het latere Roode- of Burgerweeshuis. Het klooster lag aan de noordzijde van wat nu de Roode Weeshuisstraat is. Na de Reductie van Groningen (1594) werd voor de kloostergebouwen een andere bestemming gezocht. In 1599 werd een deel van het gebouwencomplex toegewezen aan het in dat jaar gestichte Burgerweeshuis.

### Maria ten Hoorn
Het klooster Maria Ten Hoorn bij Groningen was een vrouwenklooster van de Franciscanessen, gesticht vóór 1456, dat in de zestiende eeuw behoorde tot de derde orde van Sint Franciscus (Grauwe Begijnen). De landerijen lagen aan het Hoornsediep. Het klooster werd tussen 1571 en 1575 geïncorporeerd in het Olde Convent.

### Vrouw Menoldisconvent te Groningen
Begijnhuis gesticht vóór 1276 en in 1292 verhuisd naar een nieuwe plek. De gebouwen stonden bij de begraafplaats van het Broerklooster, tussen het Rechte Jat en het Vrouw Siwenconvent. Het convent ging vóór 1401 over naar de derde orde van Sint Franciscus. De begijnen stonden eerst onder leiding van een meisterse, na ca. 1450 van een ministerse. In 1502 woonden er 12 begijnen. Aan het convent was een meisjesschool verbonden. De zusters werden in 1586 vermaand hun kledingvoorschriften strikter te handhaven. Het convent is vermoedelijk in 1594 opgeheven.

### Vrouw Siwenconvent te Groningen
Begijnhuis gesticht in 1284. De gebouwen stonden in de directe nabijheid van het Vrouw Menoldisconvent. Het convent ging vóór 1401 naar de derde orde van Sint Franciscus. De bewoners werden in 1584 verenigd met die van het Vrouw Menoldisconvent, de gebouwen gingen dienen als Refugium voor de abt van Selwerd.

### Vrouw Clarenconvent te Groningen
Vrouwenconvent aan de westzijde van het Rechte Jat. Vermoedelijk genoemd in 1329 als Nije convent op de Woert, in 1354 als arme begijnen, daarna nogmaals in 1390 en 1394. Mogelijk een Clarissenklooster en dan ten onrechte tot de begijnen gerekend.

### Bethlehem bij Rottum
Bethlehem was benedictijns begijnenconvent, eerder vermoedelijk een voorwerk, dat onder het gezag van de abt van Rottum viel. Incorporatie bij het klooster Rottum werd in 1568 niet toegestaan. Het werd na 1594 opgeheven.

### Cellebroeders te Groningen
De Cellebroeders of Alexianen, die zich vooral met de verpleging van pestlijders bezighielden, hadden een huis aan de Nieuwstad te Groningen, dat aan het einde van de 15e eeuw wordt vermeld.

## Overig kloosterbezit

### Rijksabdij Werden
Het benedictijnenklooster Werden te Werden an der Ruhr, gesticht door Liudger in het laatst van de achtste eeuw. Het klooster had in de elfde eeuw uithoven in Groningen, Weener en Loga (bij Leer), alsmede eigenkerken te Feerwerd, Garnwerd, Winsum, Oosterreide, Holtgaste (bij Jemgum) en Weener. Het klooster verkocht zijn goederen in Friesland en Drenthe, waaronder een landgoed te Groothusen, in 1283 aan de bisschop van Münster. Die verkocht op zijn beurt in 1284 het landgoed en de kerk te Winsum en het hof met de kerk te Holtgast aan de Johannieters.

### Rijksabdij Fulda
Het benedictijnenklooster Sint Bonifatius te Fulda in Hessen, werd in 744 gesticht door Bonifatius.

### Rijksabdij Corvey
De benedictijner Abdij van Corvey (Corbeia nova) te Höxter (Nordrhein-Westfalen) is in het begin van de negende eeuw gesticht. Het klooster werd vooral belangrijk vanwege de verering van Sint-Vitus, wiens relieken in 815 vanuit de Abdij van Corbie aan de Somme hierheen werden overgebracht. Het klooster had een groot aantal bezittingen alsmede het patronaatsrecht over de kerken in Westerwolde en Winschoten, mogelijk ook bezittingen te Wittewierum en Kantens. Volgens de lijst van bezittingen door abt Saracho (omstreeks 1050) had het klooster ook landerijen te Watum, Losdorp, Uitwierde en het onbekende Baccamun in Fivelgo. Deze lijst berust echter op een 17e-eeuwse vervalsing.

### Echternach
Benedictijnenabdij van Echternach in Luxemburg, gesticht door Willibrord in 698, bezat onder landerijen in Friesland en Middag-Humsterland, namelijk te Kenwerd (Chinicwirde) en de niet-geïdentificeerde plaatsen Vrua (lees: Urva) en Thelingi.

### Überwasser of St. Marienkloster te Münster
Benedictijner Überwasserstift, ook wel St. Marien- of Liebfrauenkloster te Münster, bisschoppelijke eigenkerk, met het bezit van tienden in het Westerkwartier en Hunsingo, namelijk in Baflo en elders in het Halfambt, verder in Humsterland, Achtkarspelen, Langewold, Ubbega, Innersdijk, Onderwierum, Menkeweer, Stitswerd, Middelstum, Engeweer en Toornwerd. De tienden in het Humsterland werden in 1390 betaald door de abt van het klooster Selwerd, een ander deel door de abt van Thesinge. Deze tienden hoorden oorspronkelijk bij het koninklijk hof te Baflo, maar werden in 1040 door koning Hendrik III aan het klooster geschonken.

### Elten
Benedictijnenabdij Stift Elten, gewijd aan Sint-Vitus, gesticht 968; in 970 door Wichman IV van Hamaland voorzien van goederen te Hunsingo, Fivelgo, Marne, Middag-Humsterland en Eemsgo.

### Pöhlde
Premonstratenzerabdij Pöhlde in de Harz (Südniedersachsen), gewijd aan Sint-Servatius, gesticht in 952 door keizer Otto de Grote en voorzien van koninklijk bezit in de Ommelanden en Friesland, onder andere te Westerwijtwerd, Baflo, Rasquert en de niet-geïdentificeerde plaatsen Hilderedes en Ziericon (Henricaskiricun?). De tienden te Baflo en Rasquert hoorden oorspronkelijk bij het koninklijk hof te Baflo, maar werden in 981 aan Pöhlde geschonken.

### Thedinga
Benedictijner nonnenklooster ten noorden van Leer, bezat landerijen te Garrelsweer.

### Barthe
Premonstratenser nonnenklooster bij Hesel. Verkreeg eind 15e eeuw omvangrijk landbezit in het Groningerland, met name in de omgeving van Appingedam.

### Langen
Premonstratenzer klooster bij het huidige Logumervorwerk (Krummhörn), in 1520 verhuisd naar het klooster Blauhaus bij Woltzeten, verkreeg eind 15e eeuw landbezit in de omgeving van Eenum en Zeerijp.

### Gerkesklooster
Het monnikenklooster Jerusalem of Gerkesklooster bij Augustinusga behoorde tot de cisterciënzer orde. Het bezat omvangrijke landerijen in de polders ten zuiden van de Lauwerszee, daaronder voorwerken te Visvliet (Bartoleshus of het Olde Voerwerck), Lutjegast (Hilmahuis of het Nye Vorwerck), Burum, Opende (Topweer) en Surhuizum (Ter Schoole), verder parochierechten te Burum, Visvliet en vermoedelijk Lutjegast. Het Vrouwenklooster Galilea te Burum is waarschijnlijk ontstaan uit een ander voorwerk. In 1497 werd een steenhuis aan de Schoolholm te Groningen aangekocht. Na de verwoesting van het klooster rond 1580 vertrok een deel van de monniken naar dit refugium, dat tot 1610 in gebruik bleef.

### Mariëngaarde te Hallum
Het premonstratenzers monnikenklooster Mariëngaarde te Hallum had in 1457 een huis of refugium in de stad Groningen in de Brugstraat.

### Bunne
Het Huis van de Duitse Orde te Bunne had in 1451 een refugium aan de westzijde van de Folkingestraat te Groningen.

### Assen
Het cisterciënzer nonnenklooster Mariënkamp te Assen had vóór 1582 een refugium aan de Oosterstraat in Groningen, verder landbezit te Selwerd en het voorwerk Hoogeheem te Matsloot. Op de plaats van dit laatste voorwerk zijn restanten van een 13e-eeuwse boerderij blootgelegd.

### Kampen
Het kartuizerklooster Sonnenberg te Kampen verwierf in 1507 de Thedemaheerd te Noordwolde en in of vóór 1517 de Boekumaheerd onder Bierum.

### Dünebroek
De commanderij Dünebroek bij Wymeer, bezat een voorwerk te Oosterwijtwerd, dat tussen 1466 en 1472 zelfstandig werd, maar al snel bij Oosterwierum werd gevoegd.

### Esens
Marienkamp te Esens: was een klooster van de augustijner koorheren, tussen 1414 en 1420 toegetreden tot de Congregatie van Windesheim, die verbonden was met de Broeders van het Gemene Leven. Het klooster had nogal wat bezittingen in de Ommelanden; de laatste broeders stierven in Groningen. De bezittingen werden bestemd voor het stichten van een jezuïetenschool.

### Frenswegen
Sankt Marienwold te Frenswegen bij Nordhorn was een klooster van de augustijner koorheren, gesticht in 1394 en in 1400 toegetreden tot de Congregatie van Windesheim, die verbonden was met de Broeders van het Gemene Leven. Het klooster had een boerderij te Betteweer of Buttingeweer bij Wittewierum.

## Spookvermeldingen
In de literatuur duiken zo nu en dan vermeldingen op van kloosters, waarvan het bestaan niet door de bronnen wordt ondersteund. Enkele daarvan:
- Appingedam: Annaconvent of Vrouwenconvent, verbonden aan het Sint-Anthoniegasthuis. Het zou gaan om een Franciscaans vrouwenklooster, namelijk een begijnenconvent van de Tertiarissen. Kennelijk is er verwarring ontstaan met het Suncte Anne hues, de woning van de priester de Sint-Annaprebende in de Sint-Annastraat, genoemd circa 1480-1490. Ook heeft men wel gedacht dat het toponiem Vrouwenbrug (Onze Lieve Vrouw was de oorspronkelijke heilige van de Nicolaïkerk) naar het klooster of naar een afzonderlijke kapel zou hebben verwezen. In het begin van de 19e eeuw meende men dat een van de nonnetjes in de Sint-Annastraat rondspookte. Het Sint-Anthoniegasthuis wordt voor het eerst in 1503 vermeld.
- Beerta: verwarring met Barthe in Oost-Friesland
- Dallingeweer: gebaseerd op enkele archeologische vondsten en het toponiem Capellenheem
- Termunten, nonnenklooster: gebaseerd op verwarring met Trimunt.

## Kloostertoponiemen
- Abelstokstertil, brug over de Kromme Raken bij Mensingeweer, vermoedelijk genoemd naar de abt van Oldeklooster in de Marne.
- Abbemaar, deel van het Kardingermaar bij Thesinge.
- Abtszijl, voormalig sluisje bij Thesinge of Ten Boer, genoemd in 1567.
- Brorsbult, voormalige hoogte te Nieuwolda-Oost, vermeld in 1599 en vermoedelijk genoemd naar de broeders van het Grijzemonnikenklooster te Termunten.
- Clooster Wierde te Warffum
- Fratersloot en  Fraterland, bezittingen van het Fraterhuis te Groningen, gelegen onder Hoogkerk
- Kloosterbult te Spijk: voormalige boerderijplaats behorend bij boerderij Huize Ten Dijke (Lage Trijnweg 13). Relatie met voormalig kloosterbezit onduidelijk.
- Kloosterburen, plaatsnaam.
- Kloostergare, voormalige boerderij te Beerta, mogelijk een voorwerk van het klooster te Heiligerlee, nu in het Nederlands Openluchtmuseum te Arnhem.
- Kloosterholt, buurtschap onder Heiligerlee, genoemd naar het klooster aldaar.
- Kloosterlaan, voormalige straatnaam te Termunten, leidend naar de boerderij Grijzemonnikenklooster, nu een betonpad; voormalige zandweg te Zuidbroek, wellicht samenhangend met een voorwerk van Heiligerlee; tevens moderne straatnaam te Heiligerlee.
- Kloostermaar, watergang bij Heveskes, genoemd naar het klooster van Oosterwierum.
- Kloosterplaats, boerderij te Tussenklappen bij Muntendam.
- Kolde Monnike, perceel land onder Muntendam, vermeld in 1632.
- Monnickesloot, afwateringskanaal onder Heiligerlee, vermeld in 1391 en 1420.
- Monnikensloot, watergang te Overschild, genoemd naar het voorwerk van het klooster te Schildwolde aan de Graauwedijk, nu Molenwijk genoemd
- Monnikesloot, voormalige watergang in de Oosterweeren onder Siddeburen
- Monnikeveen, voormalig perceel land onder Noordbroeksterhamrik
- Munnikesloot, watergang te Siddeburen, vroeger uitmondend in het Holemaar en mogelijk genoemd naar het voorwerk van Oosterwierum te Eelshuis
- Munnikesloot of Munnikevaart, verbinding van het Hoendiep naar het Leekstermeer bij Oostwold in het Westerkwartier, genoemd naar het klooster van Aduard.
- Munnekeweg, straat te Lucaswolde bij Grootegast.
- Munniketocht, watergang bij Oostum, genoemd naar het Klooster Aduard.
- Munniketocht, watergang bij Sauwerd, genoemd naar het Klooster Aduard.
- Munnikeweg, straat te Sauwerd en Noordwolde, gedeeltelijk omgedoopt tot Pijplaan, genoemd naar het klooster van Aduard.
- Munnikeweg, straat te Oldekerk
- Munnikeweg, straat te Uithuizen
- Munnikeveen, voormalig eiland in de Dollard, nu in de Reiderwolderpolder.
- Nonnegaatstermaar, voormalig afwateringskanaal onder Nieuwolda, genoemd naar de dijkdoorbraak Nonnengadt (vermeld in 1609) op de landerijen van het Grijzevrouwenklooster.
- Nonnegaatsterpolder, voormalig waterschap onder Nieuwolda (1868-1967).
- Olde Stoeve, boerderij onder Nieuwolda, vermoedelijk een voorwerk van het klooster Grijzemonniken, vermeld in 1456 als Olde Stove ('oude plek'). Hier was eerder het klooster Menterwolde gevestigd.
- Wittevrouwenstraat, oude naam voor de Langestraat te Winschoten, verwijzend naar het nonnenklooster van Heiligerlee.

## Andere kloosterorden
Middeleeuwse kloosterorden die niet in Groningen maar wel in Oost-Friesland en Friesland vertegenwoordigd waren:
- Augustijner Koorheren of Reguliere Kanunniken
- Kartuizers
- Karmelieten: de monniken van het karmelietenklooster te IJlst rekenden het Groningerland tot hun termijn (bedelgebied).
- Duitse Orde

## Kluizenaars of heremieten
Vanaf de dertiende eeuw worden meerdere kluizenaars of heremieten genoemd. Dat zijn individiuele monniken en nonnen die in afzondering leven en werken, zonder bij een kloosterorde aangesloten te zijn. Hun woning wordt een kluis (Middelnederlands kluse of clûse) genoemd.
- Op de Grote Markt te Groningen woonde rond 1200 een kluizenares, bij wie een koopman het reliek van Johannes de Doper in bewaring gaf. Ze wordt genoemd in de geschriften van Caesarius van Heisterbach (rond 1220). De onderarm van de heilige werd in de Martinikerk vereerd
- De kluizenaar van Usquert kwam in 1231 om het leven, toen de kerk bij een vete in brand werd gestoken
- De kluizenaar te Stitswerd was een vroegere monnik uit het benedictijnenklooster van Rottum. Enkele dominicanen uit Bremen beschuldigden hem in 1234 van godslasterlijke en oproerige taal, waarna hij door een gewapende groep burgers naar Groningen werd afgevoerd. Na een schuldbekentenis werd hij gedwongen de rest van zijn leven in een onderaards hol in zijn klooster door te brengen, zonder contact te hebben met de buitenwereld. Volgens de Kroniek van Bloemhof woonden er omstreeks die tijd meer kluizenaars in de Ommelanden
- De kluizenaar op de Schraech es te Groningen (omgeving Hoofdstation) wordt in 1409 en 1423 genoemd
- De clus aan de Hereweg te Groningen wordt in 1437 genoemd, wanneer een cisterciënzer monnik uit Sleeswijk-Holstein een verzoek aan de paus doet om de kluizenarij over te mogen nemen. Mogelijk gaat het daarbij om de kluizenaar in het Hareholt (bij het klooster Essen), die in 1479 tegen betaling een flink deel van de Hereweg onderhield. In ruil daarvoor kreeg hij de beschikking over een huisje, twee koeien, een paard en een stortkar, met nog 12 gulden toe. De perceelsnaam Kloes was nog in de 19e eeuw bekend. Ten tijde van de Reformatie zou de een-na-laatste kluizenaar in het huwelijk zijn getreden; de laatste had een smokkelkroeg
- In de kerkrekeningen van Zuidbroek was in 1564 sprake van een hues myt een kleynen tuyn dar die olde kluse plecht toe staen.
- De Kluijseacker op de Wedderes te Wedde wordt vermeld in 1739
- De heerd Kleijshuis te Harkstede, genoemd in 1609
- Onzeker is of de Clusera horne of Clijsera horne ten zuiden van Woltersum, vermeld rond 1400, een kluis betreft. De opbrengsten van de heerd Kleijshuis onder Harkstede dienden later om een van de priesters der Der Aa-kerk te Groningen te financieren.[13]

## Na de Middeleeuwen

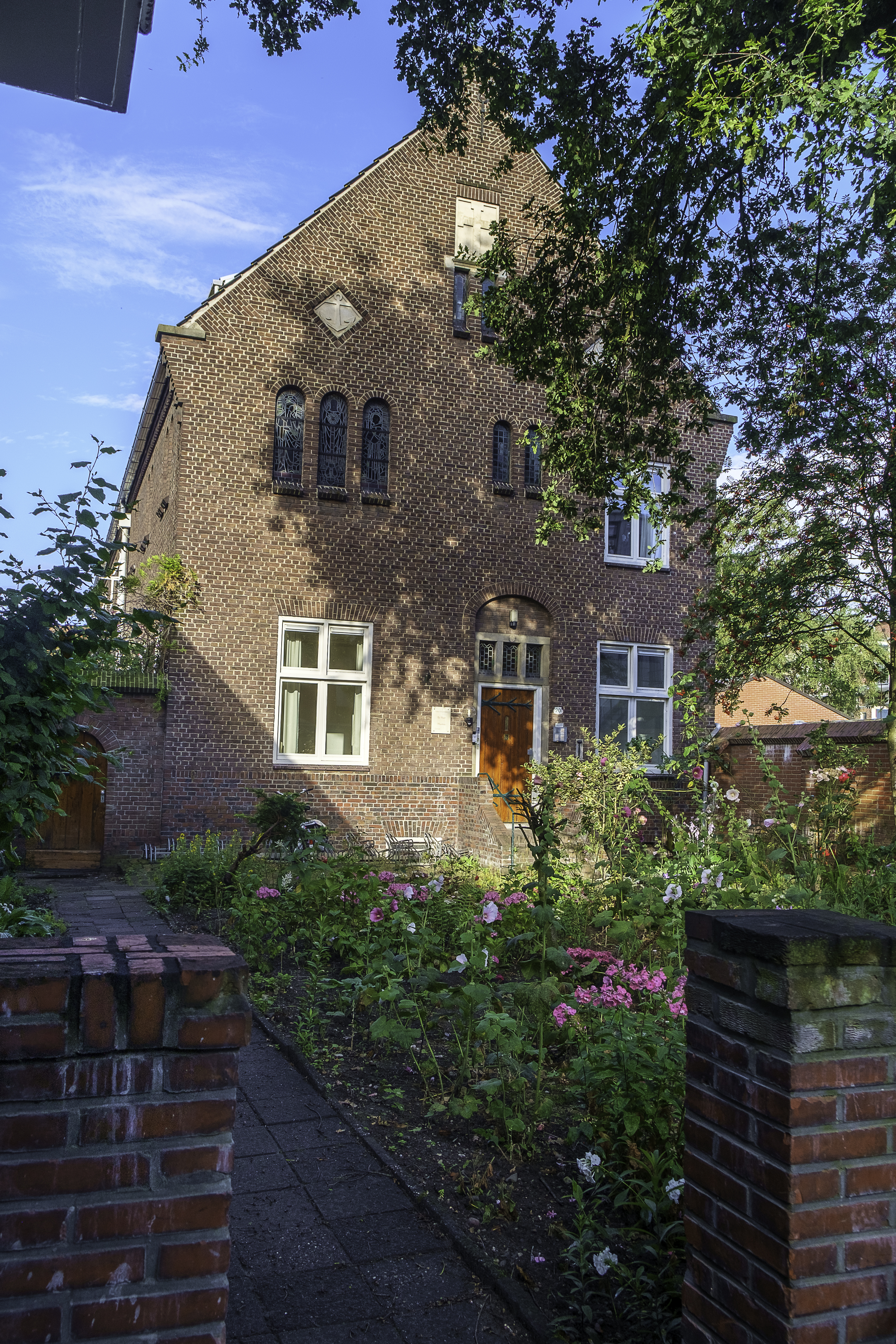
Voormalig zusterhuis van de Franciscanessen aan de Moesstraat

Tijdens de onderdrukking van de katholieken door de protestanten waren Jezuïeten, Franciscanen, Dominicanen en Augustijnen in het gebied werkzaam als clandestiene zielzorgers en missionarissen. In de stad Groningen fungeerden als staties of schuilkerken:
- Statie van de Jezuïeten aan de Oosterstraat 30 en Papengang 6, eerste helft 17e eeuw tot 1773, daarna bekleed met wereldlijke geestelijken tot 1840.
- Statie van de Jezuïeten aan de Hoge der Aa, eerste helft 17e eeuw tot 1773, daarna bekleed met wereldlijke geestelijken tot 1836.
- Statie van wereldlijke geestelijken aan de Guldenstraat 20-22, circa 1640-1836.
- Statie van wereldlijke geestelijken op de hoek Pausgang/Hardewikerstraat, 1641-1794.
- Statie van de Augustijnen aan de Ebbingestraat 50, 1675-1910.
- Statie van de Augustijnen aan de Herestraat 43 (?), 1675-1790.
- Statie van de Dominicanen aan de Carolieweg Zuidzijde, 1689-1840.

Na het herstel van de hiërarchie in 1853 vestigden zich vooral negentiende-eeuwse congregaties in Groningen, dat in het begin nog behoorde tot het Aartsbisdom Utrecht. De kloosters van deze congregaties zijn ondertussen alle weer opgeheven. Dit betreft onder andere:
- Congregatie van Zusters van Onze Lieve Vrouw van Amersfoort te Groningen, Akerkhof 22, gesticht in 1873 (in 1908 in nieuw pand) en in 1958 verhuisd naar Marienholm aan de Merwedestraat en aldaar in 1994 gesloten. Het zusterhuis was verbonden aan een huishoudschool en de lagere Sint-Michaëlschool. In het klooster aan het Akerkhof werd later het Jan Tuin Centrum gesticht.
- Zusterhuis van de Franciscanessen (Huize Lidwina), verbonden met de Heilig Hart Kerk, Moesstraat 18-20, Groningen, 1919-1980.

Het huidige bisdom Groningen-Leeuwarden heeft, afgezien van het Klooster Schiermonnikoog, maar één contemplatieve instelling: 
- De Kluis van Warfhuizen, bewoond door één heremiet. De historische kerk die daarbij hoort is tevens de enige functionerende Mariabedevaartplaats van de huidige provincie Groningen.